# Isturgia roraria
Isturgia roraria är en fjärilsart som beskrevs av Eugen Johann Christoph Esper. Isturgia roraria ingår i släktet Isturgia och familjen mätare. Inga underarter finns listade i Catalogue of Life.